# Zasa
Zasa (på tyska Weesen) är en mindre ort i Lettland. Den ligger i södra Zemgale i Jēkabpils distrikt (rajon). I Zasa ligger en slottsruin som tillhörde den tyskättade familjen Zasa. I orten finns skolor, affärer, kyrka och en nyrenoverad kvarn.